# 스몰란드

스몰란드의 문장

스몰란드의 위치

스몰란드(스웨덴어: Småland)는 스웨덴 남부 예탈란드 지역을 구성하는 지방 가운데 하나로 면적은 29,400km2, 인구는 720,358명(2009년 기준)이다. 스웨덴 남부 연안에 위치하며 북쪽으로는 외스테르예틀란드 지방, 남쪽으로는 블레킹에 지방과 스코네 지방, 서쪽으로는 베스테르예틀란드 지방과 할란드 지방, 동쪽으로는 발트해와 접한다. 크로노베리주와 칼마르주, 옌셰핑주, 할란드주, 외스테르예틀란드주가 이 지방에 속하며 지방을 상징하는 꽃은 린네풀, 동물은 수달아과다.

## 같이 보기
- 오르스공